# Aš předměstí
Aš předměstí je železniční zastávka, nacházející se na trati Cheb – Hranice, na okraji města Aš, blízko ulice Studentská.

## Popis zastávky
Zastávka je tvořena dřevěným přístřeškem, který nahradil původní přístřešek z modrého vlnitého plechu. Nástupiště zastávky je tvořeno betonovými panely. Zastávka nemá žádné služby pro cestující, nenachází se zde ani osvětlení.